# Capasa turlini
Capasa turlini är en fjärilsart som beskrevs av Claude Herbulot 1979. Capasa turlini ingår i släktet Capasa och familjen mätare. Inga underarter finns listade i Catalogue of Life.